# Скорняков-Писарев, Григорий Григорьевич
Григорий Григорьевич Скорняков-Писарев (1675 — после 1745) — российский генерал-майор (1722), обер-прокурор петровского сената, директор Морской академии, автор первого русского сочинения по механике, руководитель строительства Ладожского, прокладки Лиговского каналов, в 1731—1740 годах начальник Охотского порта.

## Происхождение
Родился в 1675 году в семье каширских дворян, происходивших от иммигрировавшего литовского шляхтича Семёна Писаря.
Первоначально писался Екимановым-Писаревым (или Екиматовым), с 1715 года проходит в документах как «Скорняков-Писарев», или просто «Писарев». П. П. Шафиров утверждал, что Скорняковы-Писаревы вовсе не дворяне, а потомки скорняков да писарей и что отец его «не имея крестьян, сам пахал и его в том с юности обучил, чему есть по его и нынешним грубым поступкам довольные признаки».

## На военной службе
В 1696 году служил рядовым бомбардиром; затем в 1697 году был отправлен солдатом для обучения в Италии и в Берлине (Пруссия). В Россию возвратился в 1699 году со знанием немецкого языка и с значительными для того времени сведениями в математике, механике и инженерном искусстве, пожалован чин сержант. В течение 20 лет наблюдал за теоретическим обучением кадет (воспитанников) в школе при бомбардирской роте.
Во время тяжёлого отступления русской армии из Гродно (1706 год) сумел не потерять ни одного орудия, затем принимал участие в осаде Выборга, а в октябре 1706 года направлен в Смоленск наблюдать за вооружением города, заведовать в нём складом артиллерии и военных снабжений и изучить возможность соединения Днепра с Ловатью каналами. В декабре того же года он уже занят был поставкой подвод от Новгорода до Москвы.
В начале 1707 года Скорняков-Писарев был послан с бомбардирской ротой и драгунскими полками из Острога в Быхов против К. Сеницкого и за свою распорядительность получил благодарность от Петра в письме 24-го июня.
За Полтавскую битву произведен в капитан-поручики и сразу же послан в Смоленскую губернию на Касплю готовить суда армейского флота и принять начальство над транспортом с артиллериею и провиантом, шедшим по Двине к Риге. От Риги в декабре 1709 года привёл лейб-гвардейскую бомбардирскую роту в Москву к полтавским празднествам.
В 1710 году участвовал в покорении Выборга, затем направлен в Ригу для привода оттуда войск в Петербург.

## На гражданской службе
После учреждения указами 1714 и 1716 годов цифирных школ при архиерейских домах на Писарева возложено заведование школами, открытыми в Пскове, Новгороде, Ярославле, Москве и Вологде. В 1715 году ему поручено преподавание артиллерии в Морской академии в Петербурге. В 1719 году он назначен её директором, заведуя и московской математико-навигацкой школой, которая была подчинена академии. С 1721 года курировал (надзирал) строительство Ладожского канала (который, правда, при нём был прорыт всего на 14 вёрст).

Это был человек суровый, строгий, наглядным примером чего является хотя бы тот факт, ещё из времен его молодости, что единственный побег, бывший в 1706 г. в бомбардирской роте, был совершен молодым солдатом из страха, что «он потерял поручикову трость»; на службе это был холодный и педантический исполнитель долга, любитель всяких обрядов и формальностей.
В 1718 году, а может быть, и ранее, ему была поручена должность обер-прокурора сената, занимая которую, он нередко исправлял также и обязанности генерал-прокурора. В 1717 году арестовал в Суздале царицу Евдокию Феодоровну и сначала руководил расследованием. Он присутствовал также и в суде над царевичем Алексеем Петровичем. Сохранилась его переписка с Петром Великим (всего 22 письма за 1707—1722 годы).
В 1723 году барон Пётр Павлович Шафиров выяснил, что брат обер-прокурора, Богдан Скорняков-Писарев, прикрывает беззакония А. Д. Меншикова по закрепощению казаков Малороссии. Обер-прокурор поспешил вступиться за честь брата, и между ним и Шафировым пошли пьяные скандалы. Так, на ассамблее у Ягужинского, как жаловался сам Писарев, «оной Шафиров… на безгласно шумнаго [мертвецки пьяного] меня вынимал шпагу и хотел заколоть, но не допустили до того тут будущие». Вскоре после падения П. П. Шафирова попал в немилость и его недруг: за срыв сроков построения Ладожского канала он был разжалован в рядовые, но скоро прощён.

## После смерти Петра I
После смерти Петра князь Меншиков добился возвращения Писареву чина генерал-майора. Когда же в 1727 году тот примкнул к партии, желавшей воцарения одной из двух дочерей Екатерины и препятствовавшей браку Петра Алексеевича с Марией Меншиковой, их отношения испортились. В мае 1727 года Скорняков-Писарев и граф Девиер были осуждены за то, что «замышляли противиться сватанию великого князя, происходившему по высочайшей воле». Оба были биты кнутом, лишены чести, чинов, именья и сосланы в Жиганское зимовье Якутской области, совершенно безлюдное место в 800 верстах от Якутска.
В 1731 году по докладу В. Беринга бывший начальник Морской академии как человек опытный в науках был назначен начальником Охотского порта с тем, «чтобы он заселил ту местность, завёл там хлебопашество и пристань с малою судовою верфью, также несколько морских судов для перевозки на Камчатку и оттуда к Охотску казенной мягкой рухляди и купцов с товарами».
В 1741 году Елизавета Петровна вернула сподвижника своего отца в столицу с восстановлением в прежнем чине и орденах. Старик Писарев ходатайствовал особо о возвращении его имущества, «без указу» отобранного у него в Охотске Девиером, будто бы за перебранное с подчиненных жалованье. Имущество это, оцененное в 824 руб., за вычетом 133 руб. 37¾ коп. таможенных пошлин и издержек за провоз от Якутска до Москвы, было возвращено ему в марте 1745 года. Дальнейшая судьба его неизвестна.

## Сочинения
Скорнякову-Писареву принадлежит первое напечатанное на русском языке сочинение по механике (СПб., 1722). Книга начинается определением предмета механики и перечислением семи «главнейших машин». Во втором заглавии книги автор называет её только «кратким некоторым истолкованием оного (статического или механического) художества» и дает обещание, что «пространное же истолкование истолковано будет впредь сочинившейся полной сея науки книге». Обещание это исполнено не было.